# مر دیبابا
مر دیبابا (انگلیسی: Mare Dibaba؛ زادهٔ ۲۰ اکتبر ۱۹۸۹) یک دونده ماراتن اهل اتیوپی است. او در المپیک ریو مدال برنز گرفت.